# كما حدث (رواية)
كما حدث (بالإنجليزية: As It Happened)‏ هي رواية للكاتب الإنجليزي ديفيد ستوري، نشرت عام 2002، لأول مرة عن دار نشر جوناثان كيب.